# Boda (subprefektur)
Boda är en subprefektur i Centralafrikanska republiken.   Den ligger i prefekturen Lobaye, i den sydvästra delen av landet, 140 km väster om huvudstaden Bangui.
I omgivningarna runt Boda växer huvudsakligen savannskog. Runt Boda är det glesbefolkat, med 9 invånare per kvadratkilometer.